# Bang Bang (Green Day)
Bang Bang è un singolo del gruppo musicale statunitense Green Day, il primo estratto dal dodicesimo album in studio Revolution Radio e pubblicato l'11 agosto 2016.

## Il brano
Bang Bang si apre con una sonorità che richiama in piena regola i Green Day degli anni novanta. Con un riff potente ma allo stesso tempo molto orecchiabile, il vecchio punk rock sfama anche le orecchie più critiche. D'altronde il frontman Billie Joe Armstrong, in un'intervista, alla domanda "Obiettivo per il 2016?" rispose: "Eliminare per sempre la parola pop-punk". Il brano continua con un assolo di chitarra in tutto stile St. Jimmy ed un assolo di batteria. Susseguono poi due volte il ritornello e la conclusione.
Armstrong ha inoltre affermato che il brano parla della cultura delle sparatorie che esiste negli Stati Uniti d'America, combinata al narcisismo da social media. Il brano è recitato interamente in prima persona, in effetti il cantante afferma, nella canzone, di essere una sorta di malato mentale, e che vorrebbe suicidarsi o compiere stragi solo per ottenere popolarità.
Si apre con il discorso probabilmente tratto da un servizio televisivo riguardante l'uccisione di civili da parte dell'Isis:
"This is definitely not the first video to surface of an execution....of men, they claimed responsibility for the executions, described as severely mentally disturbed. Videos are showing another hostage executed by the terrorist Group. Deserve to be annihilated." (Questo non è certo il primo video ad uscire riguardo un'esecuzione...di uomini, loro hanno rivendicato la responsabilità delle esecuzioni, descritti come disturbati mentali. I video mostrano un altro ostaggio giustiziato dal gruppo di terroristi. Meritano di essere annientati)
Il brano è stato accolto in maniera molto positiva sia dai fan che da alcune delle riviste musicali più prestigiose al mondo, come Kerrang! e Rolling Stone. Già nella prima settimana il brano è riuscito a scalare le prime posizioni delle più importanti classifiche rock.

## Tracce
1. Bang Bang – 3:25

## Classifiche
| Classifica (2016)             | Posizione massima |
| ----------------------------- | ----------------- |
| Belgio (Fiandre)              | 53                |
| Canada                        | 75                |
| Canada (rock)                 | 1                 |
| Giappone                      | 91                |
| Regno Unito                   | 84                |
| Regno Unito (rock & metal)    | 1                 |
| Stati Uniti                   | 104               |
| Stati Uniti (alternative)     | 1                 |
| Stati Uniti (mainstream rock) | 1                 |
| Stati Uniti (rock)            | 8                 |